# Euchontha frigida
Euchontha frigida är en fjärilsart som beskrevs av Walker 1865. Euchontha frigida ingår i släktet Euchontha och familjen tandspinnare. Inga underarter finns listade i Catalogue of Life.